# Pfeilkresse
Die (Gewöhnliche) Pfeilkresse (Lepidium draba, früher: Cardaria draba), auch Herzkresse oder Türkische Kresse genannt, ist eine Pflanzenart aus der Gattung der Kressen (Lepidium) in der Familie der Kreuzblütengewächse (Brassicaceae).

## Beschreibung

### Vegetative Merkmale

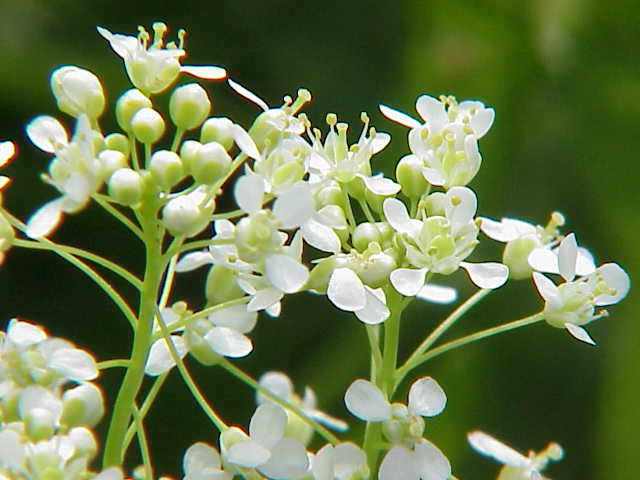
Oberster Bereich des Blütenstandes mit relativ lang gestielten, vierzähligen Blüten.

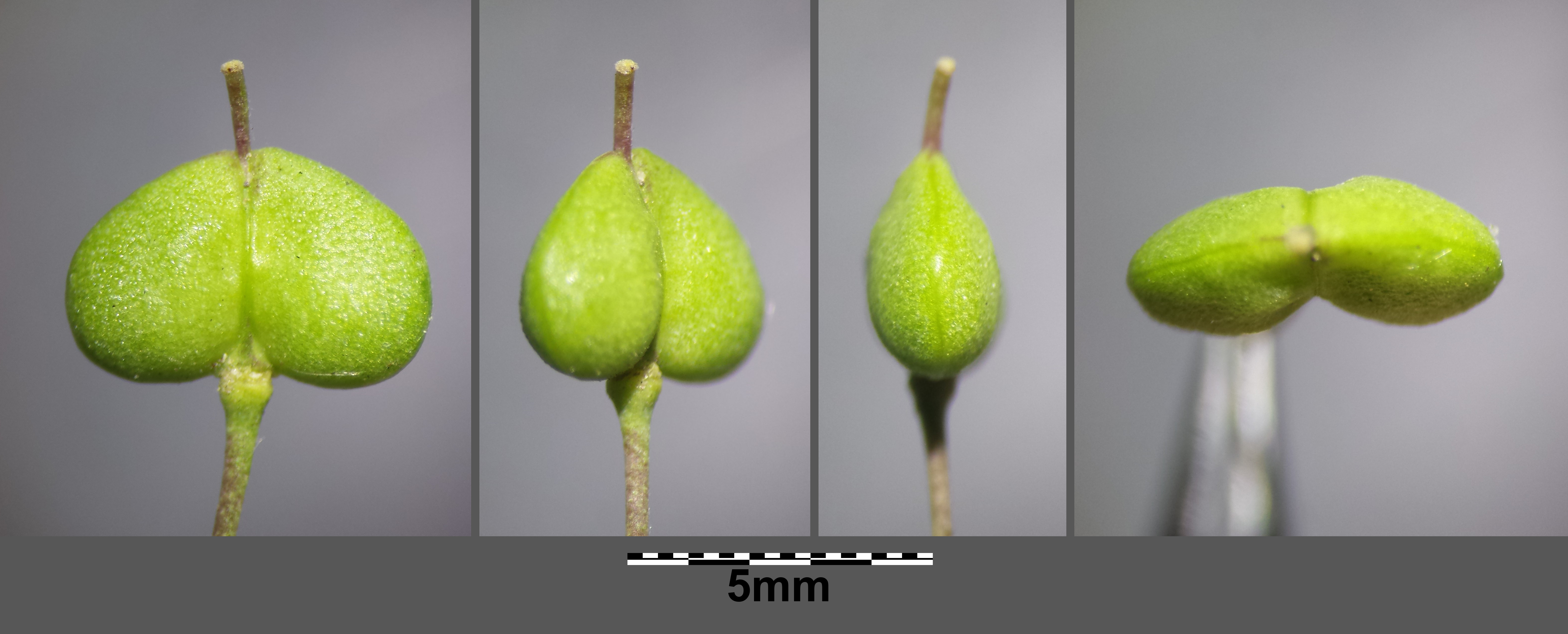
Schötchen

Die Pfeilkresse wächst als ausdauernde, krautige Pflanze und erreicht Wuchshöhen von 30 bis 60 cm. Sie besitzt eine Pfahlwurzel und ein ausgedehntes, weit verzweigtes System von Rhizomen, die an den Knoten Knospen entwickeln, aus denen zahlreiche herdenbildende Luftsprosse treiben. Die Stängel sind meist aufrecht, kräftig, am Grund mehr oder weniger dicht und anliegend grauhaarig, oberwärts kahl und im Blütenstandsbereich verzweigt.
Die Grundblätter sind kurz gestielt, 1,5 bis 10 cm lang sowie 1 bis 4 cm breit, verkehrt-eiförmig, spatelig oder eiförmig, buchtig gelappt, unregelmäßig gezähnt bis ganzrandig und ebenfalls mehr oder weniger dicht grauhaarig. Sie sind zur Blütezeit meist vertrocknet. Die wechselständigen Stängelblätter sind zahlreich, wechselständig, sitzend, stängelumfassend mit herz- oder pfeilförmigem Grund, 1 bis 9 (bis 15) cm lang sowie 0,5 bis 2 (bis 5) cm breit und behaart oder kahl. Sie besitzen eine lineal-längliche, lanzettliche, eiförmige oder verkehrt-eiförmige Form.

### Generative Merkmale
Blütezeit ist von Mai bis Juli. Der schirmtraubige Blütenstand bildet einen mehr oder weniger kompakten, auf der Oberseite abgeflachten Schirm. Die zwittrigen, vierzähligen Blüten sind wohlriechend. Die vier Kelchblätter sind länglich, 1,5 bis 2,5 mm lang, kahl und haben einen weißen Rand. Die vier Kronblätter sind weiß, 2 bis 4 mm lang, verkehrt-eiförmig und haben einen 1 bis 1,7 mm langen Nagel. Die sechs Staubblätter haben vier seitständige und zwei mittelständige Nektardrüsen. Der Griffel hat eine Länge von 0,8 bis 1,6 mm und bleibt an der Frucht erhalten.
Die 2,5 bis 3,5 mm langen und 3 bis 5 mm breiten Früchte öffnen sich bei Reife nicht. Sie sind abgeflacht, herzförmig bis fast nierenförmig, an der Spitze stumpf oder spitzlich und ohne Ausrandung, am Rand ungeflügelt. Die Klappen sind dünn, netznervig, glatt und kahl. Jedes Fruchtfach enthält meist nur einen Samen. Die rotbraunen Samen sind eiförmig mit einer Länge von 1,5 bis 2 mm.

### Chromosomenzahl
Lepidium draba ist meist oktoploid mit 2n = 64 (selten 62) Chromosomen, seltener tetraploid mit 2n = 32 Chromosomen.

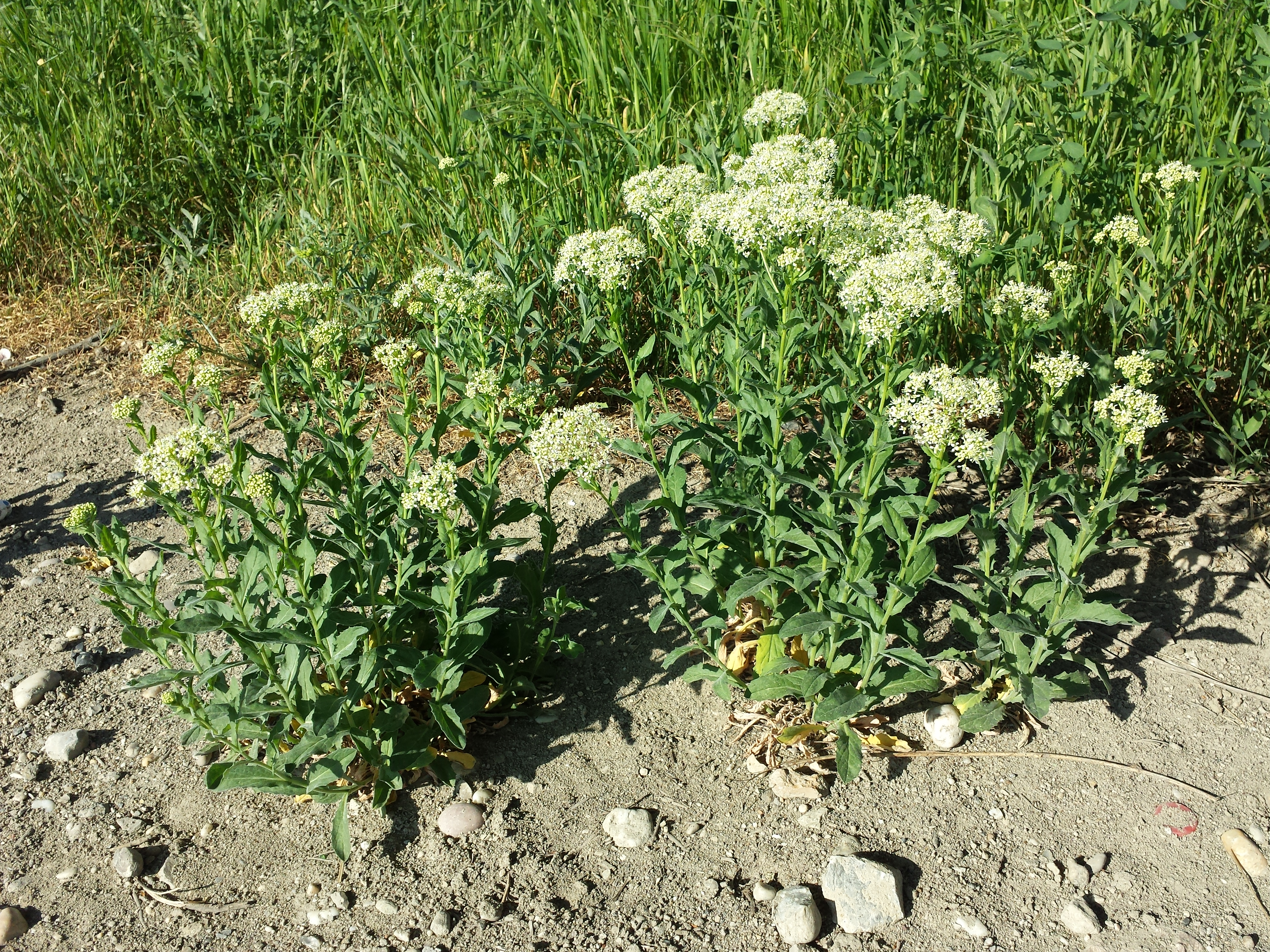
Pfeilkresse (Lepidium draba)

## Ökologie
Die Pfeilkresse ist ein ausdauernder Hemikryptophyt und Wurzelknospengeophyt. Sie ist ein Wurzelkriechpionier und ein Tiefwurzler.
Ihre Blüten sind unscheinbare, weiße, vorweibliche „Nektar führende Scheibenblumen“. Die Bestäubung erfolgt durch Fliegen; aber auch Selbstbestäubung findet statt, indem sich die Staubblätter vor dem Aufblühen zur Narbe hin krümmen. 
Die Früchte sind zweisamige Schötchen, die bei der Reife nicht aufspringen, sondern zerfallen. Sie breiten sich als Körnchenflieger durch den Wind aus. Die starke Ausbreitung entlang von Bahngleisen soll darauf zurückzuführen sein, dass die Früchte vom Luftzug der Züge mitgerissen werden. Allerdings ist der Samenansatz meist sehr gering. Die Samen sind Lichtkeimer.
Vegetative Vermehrung erfolgt reichlich durch Wurzelsprosse. Daher stehen die Pflanzen oft in großen Herden zusammen. Unter günstigen Bedingungen können die Bestände pro Jahr einen Zuwachs von über drei Quadratmetern erreichen. Die vegetative Ausbreitung wird auch stark durch den Menschen gefördert, indem er Spross- und Wurzelstücke verschleppt.

## Vorkommen
Als ursprüngliche Heimat der Pfeilkresse werden das Mittelmeergebiet, das südliche Osteuropa, Vorderasien und Zentralasien angesehen. Von dort aus ist die Pfeilkresse als invasiver Neophyt nach Mittel- und Westeuropa sowie nach Nordamerika (Kanada, USA, Mexiko), Südamerika (Argentinien, Chile), Süd-Asien (Nord-Indien, Saudi-Arabien), Südafrika, Australien und Neuseeland verschleppt worden. Die Pfeilkresse wurde in Deutschland erstmals 1728 in Ulm durch Johann Dietrich Leopold in seinem Werk Deliciae sylvestres florae Ulmensis nachgewiesen, in England 1802, in den USA 1862, in Neuseeland 1904. In Mitteleuropa beschleunigte sich die Ausbreitung um 1830 und wurde durch den Aufbau des Eisenbahnnetzes gefördert.
Die Pfeilkresse wächst an Wegrändern, auf Bahndämmen, in Hafenanlagen und auf Schutthalden, aber auch auf lehmigen Äckern und in Weinbergen. Sie bevorzugt sommerwarmes und niederschlagsarmes Klima und nährstoff- und basenreiche, meist humusarme Böden. Im pflanzensoziologischen System gilt sie in ihrem mitteleuropäischen Teilareal als Charakterart der Assoziation Cardario-Agropyretum im Verband Convolvulo-Agropyrion (Halbruderale Halbtrockenrasen), kommt aber auch in Gesellschaften der Verbände Sisymbrion und Caucalidion und in denen der Ordnung Onopordetalia vor.
In den Allgäuer Alpen überschreitet die Pfeilkresse eine Obergrenze von 900 Metern nicht. In anderen Gebieten der Alpen wurden Vorkommen bis 2000 Metern Meereshöhe beobachtet.

## Systematik
Der Artname Lepidium draba wurde 1753 durch Carl von Linné in Species Plantarum erstveröffentlicht. Häufig wird noch das Synonym Cardaria draba (L.) Desv. verwendet. Molekularsystematische Untersuchungen haben aber bestätigt, dass den zur Trennung der beiden Gattungen benützten Fruchtmerkmalen keine hohe systematische Bedeutung zukommt und die Gattung Cardaria von Lepidium nicht getrennt werden kann. Innerhalb der Gattung Lepidium bestehen zu den Arten um die Feld-Kresse (Lepidium campestre) enge verwandtschaftliche Beziehungen. Am nächsten verwandt sind die früher auch zu Cardaria gestellten Lepidium chalepense L. und Lepidium appelianum Al-Shehbaz.

## Inhaltsstoffe
Die Samen enthalten die Senfölglycoside Glucoraphanin, Glucoerucin, Glucosinalbin und außerdem Sinapin.

## Verwendung
Die Samen der Pfeilkresse schmecken wegen der Senföle scharf und wurden früher anstelle des Pfeffers als Würze verwendet.
Als Wurzelkriechpionier und Rohbodensiedler wird die Pfeilkresse gelegentlich zur Befestigung von neuangelegten Böschungsbereichen gesät.

## Parasiten
Als parasitärer Pilz wurde Erysiphe polygoni beobachtet.